# Kinosternon hirtipes
La tortuga de pantano de México o el morrocoy de patas gruesas (Kinosternon hirtipes) es una especie de tortuga de la familia Kinosternidae de México y Texas (Estados Unidos). 

## Distribución
- Estados Unidos: Texas

- México: Aguascalientes, Chihuahua, Coahuila, México DF, Durango, Guanajuato, Jalisco, México (estado), Michoacán, Morelos y Zacatecas.

## Subespecies
Esta especie tiene seis subespecies:
- Kinosternon hirtipes hirtipes (Wagler, 1830)
- Kinosternon hirtipes chapalaense (Iverson, 1981)
- Kinosternon hirtipes magdalense (Iverson, 1981)
- Kinosternon hirtipes megacephalum (Iverson, 1981)
- Kinosternon hirtipes murrayi (Glass & Hartweg, 1951)
- Kinosternon hirtipes tarascense (Iverson, 1981)